# 金龍少棒隊
金龍少棒隊，全名為台中金龍少棒隊，是台灣的一支少年棒球隊。1969年，由全台灣選拔出來的「中華少棒代表隊」首度進軍亞洲少年棒球賽即獲得冠軍，隨後以「台中金龍少棒隊」的名義代表遠東區參加在美國威廉波特舉辦的第23屆世界少棒大賽，連勝三場而贏得冠軍，為台灣的三級棒球時期揭開序幕。

## 隊史
1969年4月，中華全國棒球委員會決定7月下旬選派中華少年棒球代表隊，以參加世界少棒大賽的太平洋區聯盟代表權賽。4月9日，公佈選拔辦法如下：
1. 由北、中、南、東四區負責推薦優秀球員40名。各區推薦名額分配，是按照當年全國少年棒球賽分區預賽的各區報名球隊多寡而定：北區14隊推薦7名，中區19隊推薦10名，南區31隊推薦16名，東區14隊推薦7名球員。
2. 上述推薦球員經中華全國棒球委員會的技術專家測驗，挑選出14名代表；加上參加當年4月5、6兩日「中日對抗賽」的原中華代表隊球員18名，合計32名為初選球員。
3. 初選球員經集訓一個月後，分成3隊舉行決選賽，正式選出中華少年棒球代表隊正選14人，候補2人[2]。

6月8日，中華全國棒球委員會選出郭源治等正選14名球員，其中嘉義大同隊佔4名，台南立人2名，台南玉井、台北老松、嘉義博愛、台中大同、台中忠孝、台南永福、台東新生、台東紅葉等隊各佔1名。
7月26日至28日，太平洋區代表權賽在日本東京舉行。中華少棒代表隊先以16:0擊敗關島代表隊，再以3A:0擊敗日本代表隊（西東京隊），奪得參加世界少年棒球錦標賽的代表權。
由於中華全國棒球委員會是第一次派隊參與美國少年棒球聯盟（習稱世界少棒聯盟）主辦的比賽，並不清楚該聯盟會章規定：凡參加世界大賽與各區代表權賽的球隊，不能每一個球員都是該地區或各國的明星球員。直到在日本取得代表權，以及收到該聯盟寄過來國的種種資料時，才發覺組成「中華民國少年棒球代表隊」是不合規定的。主辦太平洋區代表權賽的日本少年棒球聯盟，向中華隊領隊謝國城說明原委，並建議改名為地方性球隊。由於中華少棒代表隊集訓時全部球員的學籍都已寄讀在臺中市西區忠孝國民小學，因此正式改名為「中華民國台中金龍隊」。而日本少年棒球聯盟也協助向世界少棒聯盟說明這個中華民國的地方球隊是今年取得太平洋區代表權的球隊。。
8月20日至22日，第23屆世界少棒大賽在美國賓州威廉波特舉行。台中金龍少棒隊首戰加拿大代表隊以5:0獲勝，第二場以4A:3勝美北隊，決賽則以5A:0大勝美西隊，勇奪冠軍。

## 1969年第一代金龍少棒隊名單
- 投手：郭源治（台東新生）、張瑞欽（台中大同）、陳智源（台南立人）、陳玉佼（台中忠孝）
- 捕手：蔡景峰（嘉義大同）、蔡松輝（台南玉井）
- 內野手：余宏開（台東紅葉）、莊凱評（台南永福）、黃正一（嘉義大同）、陳弘丕（嘉義博愛）、溫天壽（嘉義大同）
- 外野手：李俊傑（台南立人）、陳鴻欽（嘉義大同）、林建良（台北老松）[3]

## 外部連結
- 金龍少棒隊（台灣棒球維基館） （页面存档备份，存于）